# Símbolos de Almería

## Símbolos oficiales

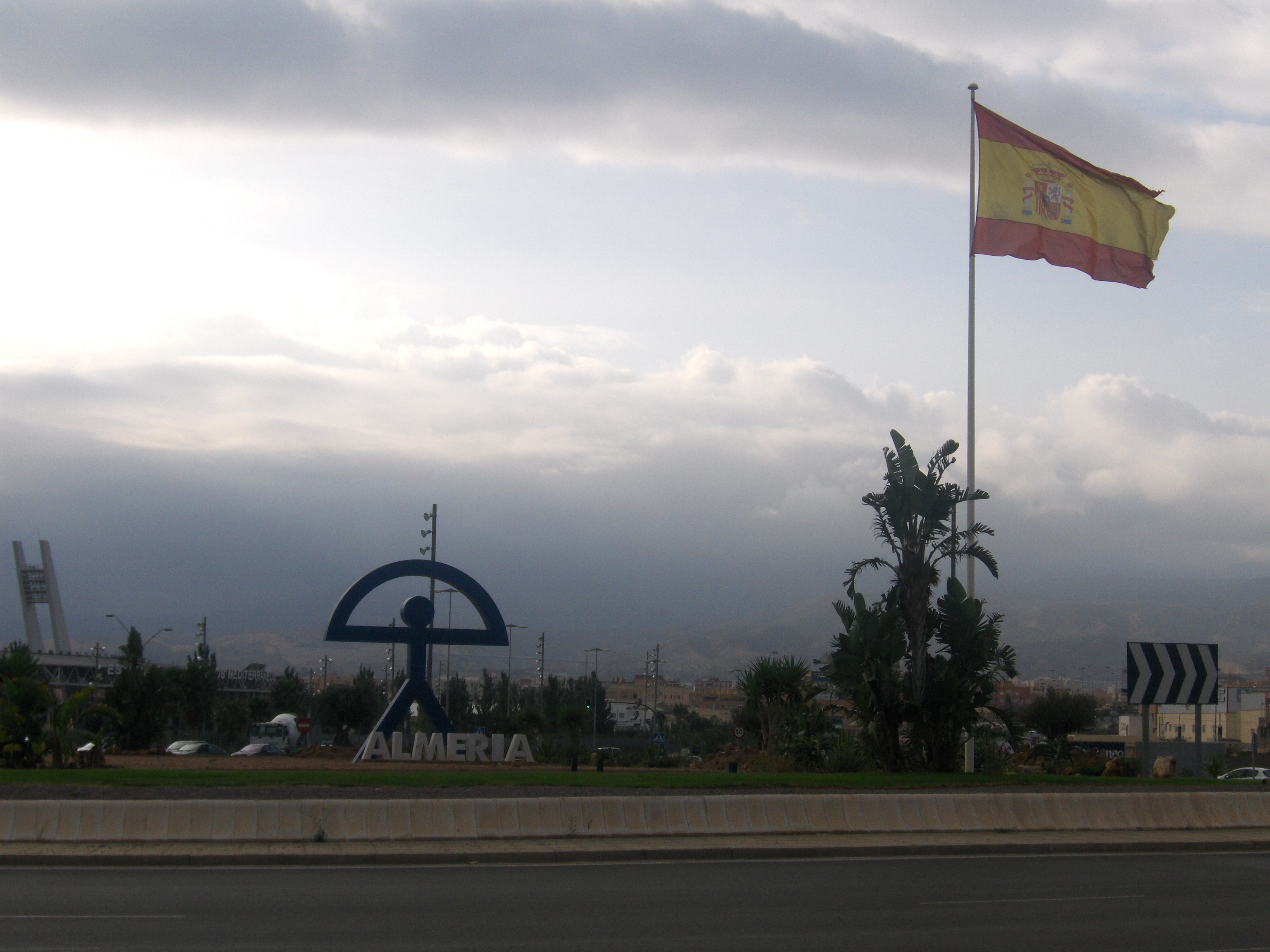
Vista de la entrada a la ciudad de Almería desde la autovía de acceso al aeropuerto (AL-12).

Bandera de Almería.

### Bandera
Su origen está en el año 1147, cuando el ejército genovés aliado de Alfonso VII desembarcó en la playa de los Genoveses de cabo de Gata para participar en la conquista de Almería. La ciudad adoptó como símbolo propio la enseña genovesa, que se corresponde con la cruz de San Jorge (cruz griega en gules sobre campo de plata).
La bandera oficial quedó descrita de la siguiente manera por decreto de la Consejería de Gobernación y Justicia de la Junta de Andalucía en 1997:

Bandera de 25 unidades de larga, del asta al batiente, por cada 15 unidades de ancha, de color blanco bandera, con una cruz lisa (de 5 unidades de ancha), roja carmesí. Centrado y sobrepuesto el escudo de armas oficial de la ciudad, en una proporción de 5 unidades de ancho por 6 unidades de largo, irá timbrado con corona real cerrada.

### Escudo y lema

Escudo de Almería

El escudo de la ciudad de Almería fue inscrito en el Registro Andaluz de Entidades Locales por resolución de la Consejería de Gobernación y Justicia de la Junta de Andalucía el 25 de enero de 2005. En el texto oficial referido se formula una descripción que no se corresponde con las reglas del blasón y se atribuye una correspondencia dudosa a alguna de las armerías representadas:

- Cuartel central: cruz genovesa o de San Jorge rojo carmesí sobre fondo de plata.
- Cuarteles exteriores: el número de cuarteles que componen la bordura son quince compones, distribuidos de manera alternativa en granadas, águilas, castillos, leones y palos, en número de tres por cada uno de estos símbolos. Granada: granadas de oro con granos rojos sobre fondo de plata. Castilla: castillo de oro sobre fondo rojo carmesí. León: leones rojos carmesí rampantes, sobre fondo de plata. Aragón: palos rojos carmesí sobre fondo de oro. Navarra: águilas de San Juan unicéfalas negras sobre fondo de oro.
- Corona: corona real cerrada dorada con perlas, almohadillado rojo y pedrería.
- Orla: de plata con inscripción en negro, y con la leyenda: "MUY NOBLE, MUY LEAL Y DECIDIDA POR LA LIBERTAD, CIUDAD DE ALMERÍA".

Resolución de 25 de enero de 2005. BOJA núm. 26, Sevilla, 7 de febrero de 2005, pág. 13.

La inclusión del emblema del águila y su atribución son controvertidas y hay versiones diferentes sobre si se corresponde o no con el sello de Sancho VII el Fuerte, de origen navarro. Francisco Piferrer atribuye en 1860 el siguiente blasón: «Las armas de la provincia y de la ciudad de Almería están cuarteladas por una cruz llana de gules y bordura de castillos, leones y granadas alternadas.» Durante el franquismo, fueron editados por Correos una serie de sellos en los que aparecen las cadenas, emblema moderno del reino de Navarra.

### Himno
Oficialmente, el himno de Almería es el aprobado por el ayuntamiento de la ciudad el 21 de agosto de 1916, con letra del poeta Antonio Ledesma y música de Manuel García Martínez, maestro de capilla de la catedral. Sin embargo, el himno que hoy día suele interpretarse es un poema de José María Álvarez de Sotomayor llamado Almería, musicado por el compositor José Padilla y adoptado por el ayuntamiento de Almería en 1946. El poema estaba dedicado a toda la provincia, aunque oficialmente el himno es oficial solo para su capital. Asimismo, puede considerarse himno oficioso de la capital el popular Fandanguillo de Almería, obra del compositor Gaspar Vivas, que puede escucharse en el carrillón del ayuntamiento de la ciudad.

## Símbolos populares

### El indalo

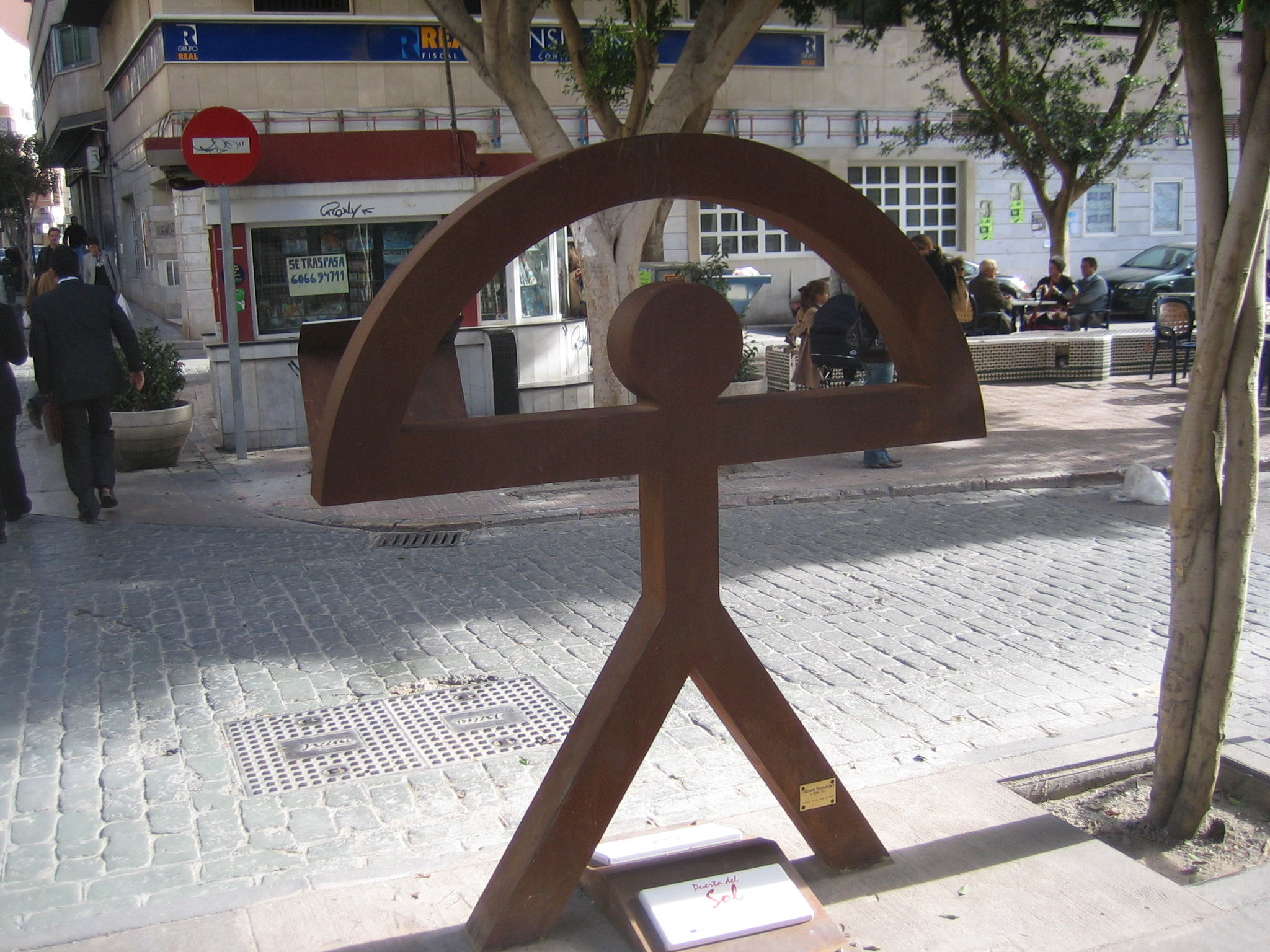
Escultura de un indalo en la plaza Marqués de Heredia.

El símbolo por excelencia de Almería y su provincia es el indalo, originalmente una pintura rupestre neolítica descubierta en la cueva de los Letreros (en el actual parque natural de Sierra de María-Los Vélez) en 1868 que representa a un hombre cazando con arco. 
En los años 1940, el Movimiento Indaliano idealizó el símbolo, queriendo ver en él un hombre que sostenía al arco iris. Su nombre se le habría dado en honor a San Indalecio y provendría en última instancia del ibero indal eccius, «mensajero de los Dioses».
La tradición popular, no obstante, lo veneraba como símbolo benefactor desde siglos atrás. Solía verse pintado sobre las paredes de las casas para protegerse del rayo y el mal de ojo en poblaciones como Mojácar, cuyos artesanos estilizaron la figura durante el boom turístico de los años 60, convirtiéndolo en símbolo primero de dicha localidad y después de toda la provincia.
Se trata de un símbolo muy arraigado en la sociedad almeriense y es frecuente verlo por doquier. Encontramos uno, por ejemplo, en el escudo de la Unión Deportiva Almería.

### El sol de Villalán

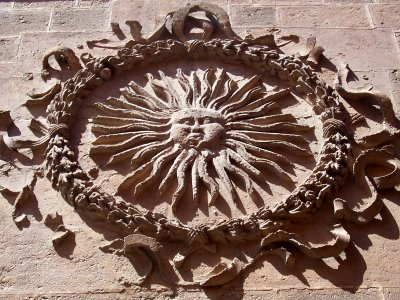
Sol de Villalán.

Otro símbolo muy unido a la ciudad es el erróneamente llamado sol de Portocarrero, altorrelieve que representa un sol antropomorfo rodeado de guirnaldas y que aparece esculpido en el testero de la capilla funeraria del obispo Diego Fernández de Villalán, en la catedral de Almería, levantada durante en siglo XVI. Por confusión histórica, se ha relacionado tradicionalmente este símbolo con otro obispo de la diócesis almeriense, Juan del Castillo y Portocarrero, del que toma nombre a pesar de ser el mandato de este muy posterior.
El escudo de la Universidad de Almería, por ejemplo, está basado en este símbolo.

## Patrones
La patrona de la ciudad es la Virgen del Mar, que celebra su festividad el sábado anterior al último domingo de agosto. Su imagen fue encontrada en la playa de Torregarcía, cercana a la capital, por el vigía de la torre homónima, Andrés de Jaén, el 21 de diciembre de 1502. La leyenda dice que la imagen, gótica, pudo formar parte de los enseres de un barco naufragado, o ser un mascarón de proa que los fieles habrían vestido como Virgen. Muy cerca de la torre se construyó a principios del siglo XX la ermita de la Virgen del Mar, en torno a la cual se celebra una romería el segundo fin de semana de cada enero.
El patrón de la ciudad y diócesis de Almería es San Indalecio, fundador de la diócesis de la antigua Urci en el siglo I y uno de los siete Varones Apostólicos, primeros evangelizadores de la península ibérica por encomienda de San Pablo. Su festividad se celebra el 15 de mayo.